# Ronde van Oranie
De Ronde van Oranie was een meerdaagse wielerwedstrijd in Algerije, voor het eerst georganiseerd in 2015. De wedstrijd maakte deel uit van de UCI Africa Tour, in de categorie 2.2.

## Lijst van winnaars

### Overwinningen per land
| Overwinningen | Land                     |
| ------------- | ------------------------ |
| 1             | Algerije, België, Italië |

2005 · 
2006 · 
2007 · 
2008 · 
2009 · 
2010 · 
2011 · 
2012 · 
2013 ·
2014 · 
2015 ·
2016 ·
2017 ·
2018 ·
2019 ·
2020 ·
2021 ·
2022 ·
2023 ·
2024 ·
2025
Belangrijkste wedstrijden

Ronde van Burkina Faso · La Tropicale Amissa Bongo · Ronde van Kameroen · Ronde van Marokko · GP Chantal Biya · Ronde van Rwanda